# Sue Wright
Sue Wright (* 28. Juni 1970) ist eine ehemalige englische Squashspielerin.

## Karriere
Sue Wrights beste Platzierung der Weltrangliste war der dritte Rang im Januar 1998. Auf der WISPA Tour gewann sie elf Titel. Bei den British Open stand sie zweimal im Finale. 1991 unterlag sie Lisa Opie in vier, im Jahr 2000 Leilani Joyce in drei Sätzen. In den Jahren 1992, 1997, 1998 und 2001 wurde sie britische Meisterin.
In der Saison 1997 wurde sie mit Cassie Jackman Vizeweltmeister im Doppel. Bei den Commonwealth Games konnte Sue Wright mehrere Medaillen gewinnen. Ihre erste Medaille gewann sie 1998 im Doppel, als sie mit Cassie Jackman Gold holte. Im Einzel erhielt sie nach einem dritten Platz die Bronzemedaille. Mit der englischen Nationalmannschaft gewann sie sechs Titel bei Europameisterschaften.
Sie beendete 2001 im Alter von 30 Jahren aufgrund des Chronischen Fatigue-Syndroms ihre Karriere.

## Erfolge
- Vizeweltmeister im Doppel: 1997 (mit Cassie Jackman)
- Europameister mit der Mannschaft: 6 Titel (1990, 1992, 1993, 1995, 1997, 1998)
- Gewonnene WSA-Titel: 11
- Commonwealth Games: 1 × Gold (Doppel 1998), 1 × Bronze (Einzel 1998)
- Britischer Meister: 1992, 1997, 1998, 2001